# Cuatresia exiguiflora
Cuatresia exiguiflora là loài thực vật có hoa trong họ Cà. Loài này được (D'Arcy) Hunz. mô tả khoa học đầu tiên năm 1987.